# Chezelles (Indre)
Chezelles is een gemeente in het Franse departement Indre (regio Centre-Val de Loire) en telt 402 inwoners (2005). De plaats maakt deel uit van het arrondissement Châteauroux.

## Geografie
De oppervlakte van Chezelles bedraagt 17,5 km², de bevolkingsdichtheid is 23,0 inwoners per km².
De onderstaande kaart toont de ligging van Chezelles (Indre) met de belangrijkste infrastructuur en aangrenzende gemeenten.

## Demografie
Onderstaande figuur toont het verloop van het inwonertal (bron: INSEE-tellingen).